# Anabarhynchus brunninveris
Anabarhynchus brunninveris är en tvåvingeart som beskrevs av Krober 1932. Anabarhynchus brunninveris ingår i släktet Anabarhynchus och familjen stilettflugor. Inga underarter finns listade i Catalogue of Life.